# Чемпионат мира по бегу по пересечённой местности 2024
Чемпионат мира по кроссу 2024 года прошёл 30 марта в Белграде, столице Сербии. Были разыграны 9 комплектов медалей: по 4 в индивидуальном и командном зачётах, а также в смешанной эстафете. На старт вышли взрослые спортсмены и юниоры до 20 лет (2005 года рождения и моложе).
По первоначальным планам турнир должен был пройти 10 февраля в хорватских Медулине и Пуле, однако за 5 месяцев до старта World Athletics отменила это решение «в связи с недостаточным прогрессом в организации чемпионата» и объявила о поиске нового места проведения. Замена нашлась довольно быстро — в сентябре 2023 года было объявлено, что новым хозяином станет Белград. Ранее столица Сербии успешно организовала у себя чемпионат мира в помещении 2022 года. У Белграда имелся опыт проведения и кроссовых соревнований: в 2013 году здесь проходил чемпионат Европы.
Трасса длиной 1887 м была проложена в Парке Дружбы и имела относительно простой профиль. Участники бежали преимущественно по траве, преодолевая на каждом круге искусственные препятствия в виде двух арочных мостов, лабиринта из стогов сена и короткого грязевого участка.
В соревнованиях приняли участие 419 легкоатлетов (224 мужчины и 195 женщин) из 45 стран мира. Каждая страна могла выставить одну команду в эстафете и до 6 человек в каждый из 4 индивидуальных забегов. Сильнейшие в командном первенстве определялись по сумме мест четырёх лучших участников сборной.

## Расписание
| Дата          | Время | Забег              |
| ------------- | ----- | ------------------ |
| 30 марта 2024 | 11:00 | Юниорки            |
| 30 марта 2024 | 11:35 | Юниоры             |
| 30 марта 2024 | 12:15 | Смешанная эстафета |
| 30 марта 2024 | 12:45 | Женщины            |
| 30 марта 2024 | 13:30 | Мужчины            |

Время местное (UTC+1:00)

## Итоги соревнований
Соревнования прошли в тёплую и солнечную погоду (+24 градуса).
В очередной раз основная борьба за призовые места велась между представителями Кении, Эфиопии и Уганды. Бегуны из этих трёх стран завоевали все медали чемпионата, кроме одной — в смешанной эстафете на пьедестал поднялась сборная Великобритании. Таким образом, лишь 4 команды по итогам соревнований имели призёров в своём составе, что стало наименьшим значением в истории чемпионатов мира по кроссу.
Действующие чемпионы Джейкоб Киплимо из Уганды и Беатрис Чебет из Кении защитили свои титулы. В женском забеге, помимо Чебет, отлично выступили и другие участницы из Кении. Они заняли первые пять мест, остановившись в шаге от повторения 100-процентного результата 2017 года (шестая спортсменка Синтия Чепнгено финишировала на 17-м месте). Среди мужчин результат прошлого года повторил не только Киплимо, но и серебряный призёр Бериху Арегави из Эфиопии.
Эфиопка Бирри Абера преодолевала заключительный этап в смешанной эстафете без одной шиповки, потеряв её в зоне передачи, где предыдущий участник Адехена Касайе наступил ей на ногу. К тому моменту преимущество лидирующей Кении составляло более 10 секунд, а после данного инцидента вопрос о победителе фактически был решён. На уровне лидеров заключительный этап пробежала британка Бетан Морли, обеспечив своей команде первую взрослую медаль чемпионатов мира по кроссу за последние 20 лет.
У Эфиопии наиболее успешным получилось выступление в забеге юниорок до 20 лет, где девушки из этой страны заняли все три места на пьедестале, а также победили в командном зачёте. Среди юниоров первенство вновь перехватили кенийцы, завоевавшие золото и бронзу в личном зачёте.

## Результаты

### Мужчины. 10,025 км
| Место | Атлет              | Страна  | Время (м.с) |
| ----- | ------------------ | ------- | ----------- |
| 1     | Джейкоб Киплимо    | Уганда  | 28.09       |
| 2     | Бериху Арегави     | Эфиопия | 28.12       |
| 3     | Бенсон Киплангат   | Кения   | 28.14       |
| 4     | Николас Кипкорир   | Кения   | 28.16       |
| 5     | Самвел Масаи       | Кения   | 28.18       |
| 6     | Джошуа Чептегеи    | Уганда  | 28.24       |
| 7     | Сабастьян Сауэ     | Кения   | 28.31       |
| 8     | Гидеон Роно        | Кения   | 28.31       |
| 9     | Тьери Ндикумвенайо | Испания | 28.36       |
| 10    | Боки Дириба        | Эфиопия | 28.38       |
| 11    | Дэн Кибет          | Уганда  | 28.45       |
| 12    | Тадесе Ворку       | Эфиопия | 28.50       |

| Место | Команда | Очки |
| ----- | --- | ---- |
| 1     | Кения · Бенсон Киплангат · Николас Кипкорир · Самвел Масаи · Сабастьян Сауэ · Гидеон Роно · Ишмаэль Кипкуруи | 19   |
| 2     | Уганда · Джейкоб Киплимо · Джошуа Чептегеи · Дэн Кибет · Хоси Киплангат · Мартин Кипротич · Леонард Чемутаи  | 31   |
| 3     | Эфиопия · Бериху Арегави · Боки Дириба · Тадесе Ворку · Чимдесса Дебеле · Берехану Цегу · Гетачев Масреша    | 40   |
| 4     | Испания | 99   |
| 5     | Австралия | 106  |
| 6     | Эритрея | 113  |
| 7     | США | 120  |
| 8     | ЮАР | 141  |

Курсивом выделены участники, чей результат не пошёл в зачёт команды

### Женщины. 10,025 км
| Место | Атлет              | Страна    | Время (м.с) |
| ----- | ------------------ | --------- | ----------- |
| 1     | Беатрис Чебет      | Кения     | 31.05       |
| 2     | Лилиан Ренгерук    | Кения     | 31.08       |
| 3     | Маргарет Кипкембой | Кения     | 31.09       |
| 4     | Эммакулейт Ачол    | Кения     | 31.24       |
| 5     | Агнес Нгетич       | Кения     | 31.27       |
| 6     | Сара Челангат      | Уганда    | 32.00       |
| 7     | Дэйзи Джепкемеи    | Казахстан | 32.04       |
| 8     | Бертукан Велде     | Эфиопия   | 32.14       |
| 9     | Лойс Чеквемои      | Уганда    | 32.24       |
| 10    | Мебрат Гидей       | Эфиопия   | 32.27       |
| 11    | Таделеш Бекеле     | Эфиопия   | 32.29       |
| 12    | Сисай Месерет      | Эфиопия   | 32.30       |

| Место | Команда | Очки |
| ----- | --- | ---- |
| 1     | Кения · Беатрис Чебет · Лилиан Ренгерук · Маргарет Кипкембой · Эммакулейт Ачол · Агнес Нгетич · Синтия Чепнгено | 10   |
| 2     | Эфиопия · Бертукан Велде · Мебрат Гидей · Таделеш Бекеле · Сисай Месерет · Гирмавит Гебрезихер · Бекелеш Теку   | 41   |
| 3     | Уганда · Сара Челангат · Лойс Чеквемои · Рейчел Чебет · Аннет Челангат · Джой Чептойек · Белинда Чемутаи        | 44   |
| 4     | США | 113  |
| 5     | Испания | 126  |
| 6     | Япония | 137  |
| 7     | ЮАР | 149  |
| 8     | Канада | 174  |

Курсивом выделены участницы, чей результат не пошёл в зачёт команды

### Юниоры (до 20 лет). 8,138 км
| Место | Атлет            | Страна  | Время (м.с) |
| ----- | ---------------- | ------- | ----------- |
| 1     | Сэмюел Кибати    | Кения   | 22.40       |
| 2     | Мезгебу Симе     | Эфиопия | 22.41       |
| 3     | Мэттью Кипруто   | Кения   | 22.46       |
| 4     | Йисмав Диллу     | Эфиопия | 22.48       |
| 5     | Джоана Эрот      | Кения   | 22.49       |
| 6     | Чарльз Ротич     | Кения   | 22.51       |
| 7     | Севмехон Антенех | Эфиопия | 22.52       |
| 8     | Дженберу Сисай   | Эфиопия | 23.00       |
| 9     | Шадрак Кипкемеи  | Кения   | 23.02       |
| 10    | Абдиса Файиса    | Эфиопия | 23.16       |
| 11    | Симба Чероп      | Уганда  | 23.23       |
| 12    | Дольфин Челимо   | Уганда  | 23.25       |

| Место | Команда                                                                                                  | Очки |
| ----- | --- | ---- |
| 1     | Кения · Сэмюел Кибати · Мэттью Кипруто · Джоана Эрот · Чарльз Ротич · Шадрак Кипкемеи                    | 15   |
| 2     | Эфиопия · Мезгебу Симе · Йисмав Диллу · Севмехон Антенех · Дженберу Сисай · Абдиса Файиса · Абель Бекеле | 21   |
| 3     | Уганда · Симба Чероп · Дольфин Челимо · Сайлас Ротич · Хоси Чемутаи · Титус Мусау                        | 52   |
| 4     | Япония                                                                                                   | 77   |
| 5     | ЮАР | 114  |
| 6     | Марокко                                                                                                  | 114  |
| 7     | США | 153  |
| 8     | Испания                                                                                                  | 159  |

Курсивом выделены участники, чей результат не пошёл в зачёт команды

### Юниорки (до 20 лет). 6,251 км
| Место | Атлет          | Страна  | Время (м.с) |
| ----- | -------------- | ------- | ----------- |
| 1     | Марта Алемайо  | Эфиопия | 19.28       |
| 2     | Асайеш Айичев  | Эфиопия | 19.32       |
| 3     | Робе Дида      | Эфиопия | 19.38       |
| 4     | Шейла Джебет   | Кения   | 19.45       |
| 5     | Диана Черотич  | Кения   | 19.47       |
| 6     | Енава Нбрет    | Эфиопия | 19.50       |
| 7     | Дебора Чемутаи | Кения   | 19.51       |
| 8     | Лемлем Нибрет  | Эфиопия | 20.01       |
| 9     | Шито Гуми      | Эфиопия | 20.02       |
| 10    | Новел Черуто   | Уганда  | 20.04       |
| 11    | Черити Чероп   | Уганда  | 20.23       |
| 12    | Мерси Чепкемои | Кения   | 20.43       |

| Место | Команда                                                                                       | Очки |
| ----- | --------------------------------------------------------------------------------------------- | ---- |
| 1     | Эфиопия · Марта Алемайо · Асайеш Айичев · Робе Дида · Енава Нбрет · Лемлем Нибрет · Шито Гуми | 12   |
| 2     | Кения · Шейла Джебет · Диана Черотич · Дебора Чемутаи · Мерси Чепкемои                        | 28   |
| 3     | Уганда · Новел Черуто · Черити Чероп · Кезия Чебет · Викки Чеквембои · Иселла Чебет           | 48   |
| 4     | США                                                                                           | 88   |
| 5     | Великобритания                                                                                | 90   |
| 6     | Япония                                                                                        | 98   |
| 7     | Австралия                                                                                     | 138  |
| 8     | Франция                                                                                       | 160  |

Курсивом выделены участницы, чей результат не пошёл в зачёт команды

### Смешанная эстафета 4×2 км
| Место | Команда                                                                                        | Время (м.с) |
| ----- | ---------------------------------------------------------------------------------------------- | ----------- |
| 1     | Кения · Рейнольд Черуйот (м) · Вирджиния Нганга (ж) · Кьюмбе Мунгути (м) · Пурити Чепкируи (ж) | 22.15       |
| 2     | Эфиопия · Тареса Толоса (м) · Дахди Дубе (ж) · Адехена Касайе (м) · Бирри Абера (ж)            | 22.43       |
| 3     | Великобритания · Томас Кин (м) · Александра Миллард (ж) · Адам Фогг (м) · Бетан Морли (ж)      | 23.00       |
| 4     | Марокко                                                                                        | 23.08       |
| 5     | Уганда                                                                                         | 23.10       |
| 6     | Франция                                                                                        | 23.17       |
| 7     | Япония                                                                                         | 23.18       |
| 8     | США                                                                                            | 23.21       |

## Медальный зачёт
Медали завоевали представители 4 стран-участниц.
 Принимающая страна
| Место | Страна         | Золото | Серебро | Бронза | Всего |
| ----- | -------------- | ------ | ------- | ------ | ----- |
| 1     | Кения          | 6      | 2       | 3      | 11    |
| 2     | Эфиопия        | 2      | 6       | 2      | 10    |
| 3     | Уганда         | 1      | 1       | 3      | 5     |
| 4     | Великобритания | 0      | 0       | 1      | 1     |
| Всего | Всего          | 9      | 9       | 9      | 27    |